# Peleas in Melisanda (Fauré)
Peleas in Melisanda je programska glasba Gabriela Fauréja (za simfonični orkester).
Faure je v devetdesetih letih 19. stoletja je dobil vrsto naročil za scensko glasbo in tako je nastala tudi glasba k drami Peleas in Melisanda. Fauréjeva glasba je prva med številnimi glasbenimi deli, ki jih je navdihnila ta simbolistična drama belgijskega pesnika Mauricea Maeterlincka iz leta 1892.
Ob prelomu stoletja je ta drama doživela kar tri uglasbitve, poleg Fauréja jo je uglasbil še Claude Debussy, ki jo je uglasbil v operi, Arnold Schoenberg pa je ustvaril simfonično pesnitev.
Fauré je delo prvotno napisal za londonsko uprizoritev drame julija 1898. Zaradi skladateljeve prezaposlenosti je glasbo za mali orkester orkestriral njegov učenec na pariškem konservatoriju Charles Koechlin, skladatelj pa je kasneje delo predelal v suito za orkester. Celotna skladba je bila prvič javno izvedena šele leta 1912.
Fauré je rahločutno uglasbil tragično zgodbo Maeterlinckove drame, ki govori o usodni prepovedani ljubezni, ljubosumju in obupanosti nad življenjem, pri tem pa preigrava starodavne pravljične motive začaranega gozda, lepe neznanke, zagledanosti v lastni odsev in izgubljenega prstana. Njegova glasba je zrasla iz klasičnih vzorov, vendar se približuje prelomu s tonalnostjo in harmonski razvezanosti, ne da bi ju kdaj udejanjila. Najbolj znan stavek v celotni suiti je Sicilienne, ki jo je skladatelj prenesel iz scenske glasbe za uprizoritev Molièrove komedije Žlahtni meščan iz leta 1893 in jo je kasneje priredil tudi v verzijah za solistično violino in violončelo s klavirjem.